# Lymeon sexlineatus
Lymeon sexlineatus là một loài tò vò trong họ Ichneumonidae.